# Говард Квейл
Роберт Говард Квейл (англ. Howard Quayle, нар. 1967) — політик Острова Мен (володіння британської корони), головний міністр з 4 жовтня 2016 року.

## Біографія
Вперше обраний у парламент острова Мен 2011 року. З 2014 по 2016 року він обіймав посаду міністра охорони здоров'я. Переобрано до складу парламенту на виборах у серпні 2016 року. Не належить до жодної партії.

## Особисте життя
Він одружений з Лоррейн, з якою має трьох дітей.